# Mandamento Jonico

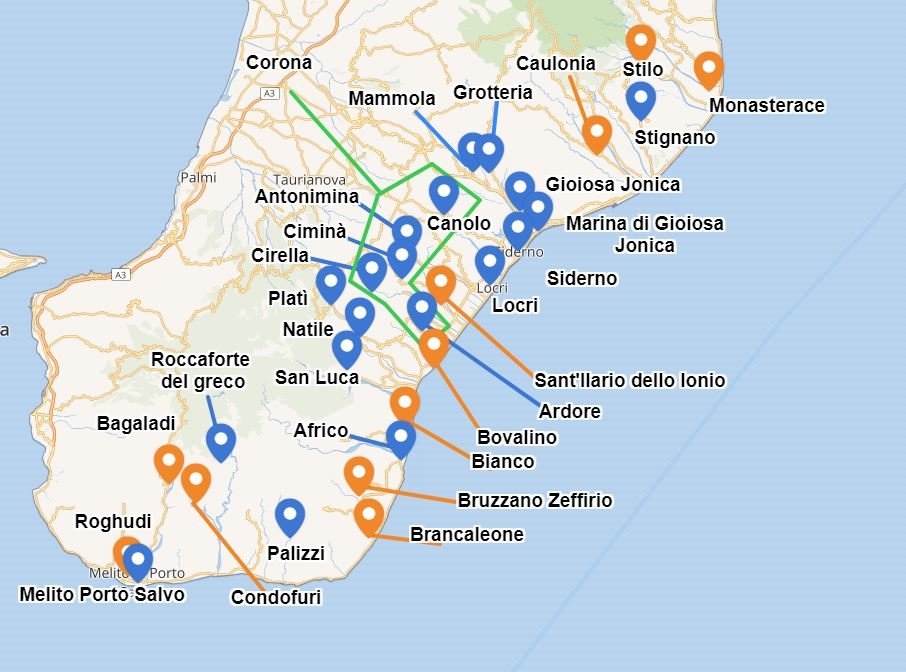
'Ndrangheta nel mandamento Jonico (2018); in blu i Locali, in arancione la presenza di 'Ndrine e in verde le locali facenti parte della Corona

Il Mandamento Jonico o Montagna è una sovrastruttura territoriale della 'Ndrangheta che si pone come organo di raccordo tra il sovrastante Crimine e le sottostanti locali che insistono nell'area jonica e aspromontana della provincia di Reggio Calabria.
Viene scoperta, insieme al Mandamento Tirrenico e al Mandamento Centro per la prima volta con l'operazione Crimine del 2010.
Dalla seconda relazione semestrale della Direzione Investigativa Antimafia del 2010, l'analisi semestrale per l'organizzazione criminale calabrese già suddivisa per provincie, solamente per la Provincia di Reggio Calabria, viene suddivisa anche nei 3 mandamenti scoperti dall'operazione Crimine.
Attualmente risultano egemoni il Locale di Platì, San Luca, Africo, Siderno, Santo Stefano in Aspromonte, Ciminà, Natile di Careri e Marina di Gioiosa Ionica e le 'Ndrine appartenenti ad essi: Barbaro-Trimboli-Marando, Nirta-Strangio, Serraino-Musolino, Varacalli, Cua-Ietto, Pelle-Vottari, Morabito-Palamara-Bruzzaniti, i Commisso, i Costa, gli Aquino-Coluccio e i Mazzaferro.

## Struttura
Il mandamento Jonico come gli altri mandamenti ed il resto della Calabria è composto da locali e 'ndrine che si suddividono il territorio.
Per i locali di Antonimina, Ardore, Canolo, Ciminà e Cirella di Platì esiste una sovrastruttura chiamata Corona scoperta dalle forze dell'ordine nel 2012 a cui sono attribuite cariche e funzioni specifiche quali:  Capo Corona, Mastro di Corona e Capo consigliere di Corona e di cui ne viene confermata l'esistenza nell'operazione Mandamento Jonico del 2017.

### Locali
Di seguito l'elenco dei locali che fanno riferimento alla "Ionica". Tra parentesi l'operazione delle forze dell'ordine in cui viene scoperto o confermato l'ultimo anno in cui viene rilevata la sua attività.
- Locale di Africo[7], (Mandamento 2017[8])
- Locale di Antonimina[9]: Raso e Romano[9]
- Locale di Ardore[9]: Romanello e Bova[9]  (Mandamento 2017[8])
- Locale Banco nuovo (Brancaleone)[10] (Mandamento Jonico 2017[10])
- Locale di Bianco (Mandamento 2017[8])
- Locale di Canolo: Raso e D'agostino[9] con a capo Giuseppe Raso (2010)[11]
- Locale di Ciminà[9]:  Nesci, Polifroni, Varacalli, Spagnolo
- Locale di Condofuri (Mandamento 2017[8])
- Locale di Ferruzzano (Mandamento 2017[8])
- Locale di Gioiosa Jonica[12]: Ursino e Macrì[9][10]
- Locale di Grotteria[12]: Mazzaferro e Focà[9] con a capo Carmelo Bruzzese (2010)[13]
- Locale di Locri (Mandamento 2017[8])
- Locale di Mammola con a capo Salvatore Macrì (2010)[14]
- Locale di Marina di Gioiosa Jonica[12][10]: Aquino, Coluccio; Mazzaferro, Ursino, Costa-Curciarello[9]
- Società di Melito Porto Salvo: Iamonte, Zavettieri, Maesano-Pangallo-Favasuli[15] (Mandamento 2017[8])
- Locale di Natile di Careri (Mandamento 2017[8])
- Locale di Palizzi[16] (Mandamento 2017[8])
- Locale di Platì[9]: Barbaro, Marando-Trimboli[9] (Mandamento 2017[8])
- Locale di Cirella di Platì[9]: Fabiano[9] (Mandamento 2017[8])
- Locale di Portigliola (Mandamento 2017[8])
- Locale di Roccaforte del Greco: Zavettieri, Maesano-Pangallo-Favasuli[9]
- Locale di Roghudi: Zavettieri, Maesano-Pangallo-Favasuli[17] (Mandamento 2017[8])
- Locale di San Lorenzo (Mandamento 2017[8])
- Locale di San Luca[9]: Nirta "Scalzone", Romeo "Staccu", Pelle "Gambazza", Mammoliti, Giorgi "Bovicianu", Nirta "Versu", Giorgi "Ciceri", Vottari "frunzu", Strangio "Jancu", Strangio "Barbaru"[9]
- Locale di Sant'Ilario (Mandamento 2017[8])
- Locale di Santo Stefano in Aspromonte[18][19]
- Locale di Siderno[12] con a capo Bruno Gioffrè (2010)[11][10]
- Locale di Spropoli di Palizzi (Mandamento 2017[8])[10]
- Locale di Stignano: Leuzzi con a capo Cosimo Leuzzi (2015)[20]

### 'ndrine
- Aquino (Marina di Gioiosa Jonica)[9]
- Barbaro[9] (Platì)
- Belcastro[9]
- Bova[9]
- Bruzzaniti[9] (Africo)
- Callà[9]
- Coluccio[9](Marina di Gioiosa Jonica)
- Commisso-Macrì[9] (Siderno)
- Cordì[9] (Locri)
- Costa[9] (Siderno)
- Costa-Curciarello[9](Siderno)
- Cumps di frazione Razzà di Brancaleone[21] (vicini ai Morabito[21])
- Cua-Ietto-Pipicella[9] (Natile di Careri)[22]
- Cuppari[23]
- D'Agostino[9]
- Fabiano (Cirella di Platì)[9][22]
- Ferruzzano[9]
- Giorgi[9]
- Iamonte[9]
- Jerinò[9]
- Loiero[24]
- Mammoliti[9]
- Marando[9] (Platì)
- Morabito[9] (Africo)
- Musolino (Santo Stefano in Aspromonte)
- Nesci[9]
- Nirta (Scalzone)[9]
- Nesci (Ciminà)[22]
- Palamara[9]
- Paviglianiti[25][26].
- Pangallo-Maesano-Favasuli[9]
- Pelle[9]
- Polifroni[9]
- ()[9][22]
- Romanello[9]
- Romano (Antonimina)[22]
- Romeo-Pelle[9]
- Romeo "Staccu"[9]
- Ruga-Leuzzi[9]
- Scriva[9]
- Spagnolo (Ciminà)[22]
- Serraino (Santo Stefano in Aspromonte)
- Talia[9] (Bruzzano Zeffirio)[22]
- Trimboli[9]
- Varacalli (Ardore)[9][22]
- Zavettieri[9]

## Storia
Le 'ndrine dell'area jonica hanno sempre avuto un rapporto privilegiato con i distaccamenti di oltremare di Canada e Australia sin dai tempi di Antonio Macrì tra gli anni '60 e '70 che aveva avviato rapporti criminali con le consorterie canadesi, quello che sarebbe poi stato battezzato dagli investigatori come Siderno group. Ciò ha favorito una notevole propensione narcotraffico internazionale, e alla creazione di sodalizi per l'acquisto di droga dal Sud America. Dall'operazione Crimine si evince che era Giuseppe Commisso del locale di Siderno a tenere le fila tra il Canada e l'Australia.

### Inizio '900
- Nel 1903 il capitano dei carabinieri Giuseppe Petella descrive una cosca che opera ad Africo, San Luca, Casalnuovo, Santo Stefano e Bruzzano di riunioni al Santuario della Madonna di Polsi[31].
- Nel 1906 la Corte d'Appello delle Calabrie dimostra come elementi di una cosca di Gallico, attecchiscono anche negli Stati Uniti, dove il capo Giovanni Costa viene definito capo della mano nera (o maffia).

### Anni '20 e '30 - L'onorata società di Cirella
In questo periodo, anche a causa della mancanza di informazioni dovute anche al regime fascista si hanno poche informazioni. 
Grazie però alla testimonianza di Maria Marvelli si è venuti a conoscenza della situazione dell'onorata società a Cirella, frazione di Platì. 
Si scopre che in questo periodo oltre alle attività di rapina, atti vandalici, stupri, mutilazioni e omicidi l'onorata società iniziava a dirigere le feste religiose e chiunque volesse intraprendere affari o sposarsi con donne di Cirella doveva entrare a far parte nell'onorata società. 
Tra i criminali di spicco vi era Paolo Agostino marito di Maria Marvella. Francesco Polito, figlio di un precedente matrimonio fu iniziato all'organizzazione e il capo dell'onorata società di Cirella gli offrì in sposa sua figlia. Paolo Agostino non acconsentì al matrimonio creando una spaccatura in seno all'Onorata società. 
Nel 1933, il regima fascista manda Paolo Agostino al confino ad Ustica e successivamente anche il capo dell'onorata società. Di questo vuoto di potere ne approfittarono Bruno, Rocco e Francescantonio Romeo usando come capo "fantoccio" l'incensurato e non affiliato Francesco Macrì. 
Il 2 marzo 1936 Agostino fa ritorno, e poiché aveva rivelato al medico del paese chi gli avesse rubato il piccolo toro che possedeva, e ciò era contro le regole dell'Onorata società in una riunione fu stabilita la sua condanna a morte. 
Dopo diversi tentativi, 10 persone riuscirono a isolarlo e a ucciderlo, costringendo il figlio di Agostino a vederne l'orrenda fine. 
Questi furono arrestati e torturati dai carabinieri che li costrinsero a confessare il delitto; il tribunale li condannò. 
Maria Marvelli fu risarcita di 26.000 Lire corrispondenti ad una somma equivalente al valore della sua abitazione. 
In tribunale fu portata anche una lista dei 104 affiliati che sottostavano al capo-fantoccio di Francesco Macrì ma il giudice ritenne che fosse "voce pubblica", alla stregua di dicerìe e non li condannò.
- 1927 - Gioiosa Ionica - viene ritrovato un codice di comportamento nella Malavita.[33]
- 1928 - Grotteria - Un imputato confessò di far parte dell'organizzazione Famiglia Montalbano.[senza fonte]
- 1929 - Ardore - Viene arrestato un gruppo di 49 persone appartenenti alla stessa 'ndrina che esercitava il Diritto di Camorra nei confronti dei negozi[34].
- 1937 - Siderno - Un testimone confessa l'esistenza dell'Onorata Società e ne rivela alcune formule d'iniziazione[35].

### Anni '60

#### Faide di Locri e Ciminà
La prima faida nota che si attesta nell'area jonica è quella di Locri: ebbe inizio nel 1967 a causa dell'omicidio di Domenico Cordì compiuto per punire uno sgarro verso Antonio Macrì. Da allora le cosche Cataldo e Macrì si sono combattute a più riprese fino agli arresti compiuti nel 1999 che hanno, sembra, calmato la situazione.

#### Il summit di Montalto
(Giuseppe Zappia durante il summit di Montalto)
Il 26 ottobre 1969 si svolge a Montalto, sulla cima più alta dell'Aspromonte un incontro al vertice di oltre 150 esponenti di spicco della 'ndrangheta con ruolo di capibastone, capo-società, contabili e mastri di sgarro tra cui Giuseppe Zappia, ‘Ntoni Macrì, Mico Tripodo,  Antonio Romeo, Francesco Scopelliti, Angelo Olivierio, 6 persone di Condofuri e altre per decidere e riassestare l'organizzazione nella sua interezza e di azioni da intarprendere contro le forze dell'ordine ed il questore Emilio Santillo. 
Giuseppe Zappia prenderà la parola dicendo: "non c'è 'ndrangheta di Mico Tripodo, non c'è 'ndrangheta di 'Ntoni Macrì, non c'è 'ndrangheta di Peppe Nirta". L'incontro verrà scoperto e interrotto dalle forze dell'ordine con l'operazione Montalto condotta dal commissario Alberto Sabatino. 
L'omonimo processo celebrato dal Tribunale di Locri giudicarono 72 presunti affiliati accusati a vario titolo di associazione a delinquere e dentezione illegale d'armi.

### Anni '80

#### La faida di Gioiosa Ionica
Negli anni '80 scoppiano due faide a Gioiosa Jonica e a Marina di Gioiosa Jonica:
Fra gli Aquino e i Mazzaferro.
Fra gli Jerinò e gli Ursino.

#### La faida di Siderno
Nel 1987 a Siderno scoppia una lotta tra la 'ndrina dei Costa che volle rendersi autonoma dalla potente 'ndrina dei Commisso. Ebbe termine nei primi anni novanta dopo più di 50 morti e vide un forte ridimensionamento dei Costa, sconfitti dai Commisso che ebbero l'aiuto di altre cosche reggine come i Molè e i Piromalli. Durante la faida un uomo dei Costa venne ucciso a Toronto e un Carabiniere assoldato come killer dai Costa venne ritrovato bruciato e decapitato in un'auto.

#### La faida di Mammola
Nel 1987 dopo la morte del boss Annibale Mazzone a capo della cosca che comprendeva i Callà e i Macrì, le due cosche hanno incominciato a contendersi il territorio con le armi e l'inizio della faida che ha allontanato diversi esponenti dei Callà e dei Macrì da Mammola.

### Anni '90

#### La faida di Roghudi e San Luca
Negli anni '90 scoppia la faida di Roghudi tra i Pangallo-Maesano-Favasuli, Romeo, e gli Zavettieri, in cui finiscono coinvolti anche gli Iamonte per l'omicidio dell'8 aprile 1992 di Giacomo Falcone, imprenditore amico di questi.
Dopo 14 morti la Provincia riesce a far concludere la faida. A Roghudi intorno a gennaio 1994 viene ucciso Sebastiano Zavettieri, il boss di Roghudi, insieme a suo figlio Mario, un giovane architetto. Il sospettato di aver guidato l'operazione fu Antonio Pangallo, che fu ucciso in seguito a Roccaforte del Greco il 12 ottobre 1994, insieme al figlio Giovanni di appena 24 anni. La faida si conclude nel 1998 con 50 morti.
A Sant'Ilario dello Ionio il 15 agosto 1990 viene ucciso Emanuele Quattrone (mandato dai De Stefano per proteggerlo dalla faida con gli Imerti) e secondo l'operazione Primaluce si apre una nuova faida con i Belcastro-Romeo che vogliono distaccarsi dai D'Agostino.
Nel 1991 scoppia la Faida di San Luca, ha visto contrapposte le 'ndrine dei Nirta-Strangio e quelle dei Pelle-Vottari. La guerra ha determinato la famosa Strage di Duisburg con l'omicidio di 6 persone e vasto eco internazionale.

### 2010
Nella Ionica, la DIA conferma la preponderante presenza del locale di Platì (composto dai Barbaro-Trimboli), del locale di San Luca (composto dai Pelle-Vottari e dai Nirta-Strangio), del locale di Africo (Morabito-Bruzzaniti-Palamara), del locale di Siderno (Commisso e Costa) e del locale di Marina di Gioiosa Jonica (Aquino-Coluccio e Mazzaferro).
Ai Commisso vengono sequestrati beni del valore di 200 milioni di euro mentre si scopre che gli Aquino e i Mazzaferro sin dal 2007 erano riusciti a trovare un accordo per la spartizione dei lavori di riqualificazione della Strada statale 106.
L'operazione "Locri è unita" rivela una pace tra i Cataldo e i Cordì di Locri mentre nella vicina Siderno con le operazioni "Sharks" e "Pioggia di Novembre" si scopre che anche i Cordì e i Commisso erano tornati in stretti legami.
La DIA continua con una descrizione delle altre consorterie criminali dislocate nell'area: a Roghudi e Roccaforte del Greco insistono i Pangallo-Maesano-Favasuli e gli Zavettieri che ormai dalla conclusione della Faida di Roghudi nel 1998 continuano insieme il loro sodalizio criminale; a San Lorenzo, Bagaladi e Condofuri c'è l'egemonia dei Paviglianiti, alleati dei Flachi, dei Trovato, dei Sergi e dei Papalia; a Careri vi sono i Cua-Ietto e Pipicella mentre a Gioiosa Jonica gli Ursino alleata dei Costa-Curciarello di Siderno e gli Jerinò; infine i Ruga-Metastasio nell'alto jonio reggino.

### 2011 - Operazione Circolo Formato e il processo Fehida
Il 3 maggio 2011 si conclude l'operazione Circolo Formato della Polizia di Stato contro i Mazzaferro, che inoltre registrano una loro crescita criminale rispetto alla precedente battuta d'arresto che ha fatto avanzate gli Aquino, grazie all'ottenimento di appalti pubblici e condizionando la politica locale. Il candidato sindaco vincente di Marina di Gioiosa Jonica nel 2008 era appoggiato proprio dai Mazzaferro.
Agli Aquino, invece, vengono sequestrati beni del valore di 30 milioni di euro in conseguenza di quanto accaduto con l'operazione Crimine di luglio 2010 che già aveva arrestato i vertici della cosca.
Il 2 febbraio 2011 si conclude l'operazione Cinque Stelle dei Carabinieri e Guardia di Finanza che ha portato al sequestro in maniera preventiva dell'Hotel Parco dei Principi a Roccella Jonica e arrestano 7 persone che avrebbero favorito gli Aquino-Coluccio accusati di riciclaggio e truffa.
In questo semestre viene ucciso Andrea Ruga (13 gennaio 2011) a Monasterace elemento di vertice dell'omonima cosca.
Il 13 settembre 2011, il capo-cosca Antonio Pelle, già condannato nell'ambito del processo Fehida a 13 anni di carcere ma agli arresti domiciliari da aprile 2011 per problemi di salute, si allontana dall'ospedale di Locri.
Ad ottobre vengono sequestrati beni ad un ex consigliere regionale condannato già a 4 anni di carcere nell'ambito dell'operazione Reale 3 a causa di condizionamenti delle elezioni amministrative regionali del 2010.
Contro i Commisso di Siderno, il 15 ottobre 2011 vengono sequestrati beni del valore di 150 milioni di euro.
Sempre in questo contro gli Aquino e i Mazzaferro di Marina di Gioiosa Ionica vengono sequestrate 2 società facenti a capo al latitante Rocco Aquino.
A novembre, invece, con l'operazione Cavalleria viene bloccato un traffico di droga messo in piedi da alcuni elementi dei Mazzaferro.
Ai Ruga-Metastasio di Monasterace vengono sequestrati beni del valore di 1 milione di euro. Stessa sorte per i Cordì ed i Cataldo di Locri a cui vengono sequestrati beni del valore di 7 milioni di euro.

### 2012 - Operazione Bellu lavuru e Falsa politica
Il 10 febbraio 2012 viene arrestato Rocco Aquino, detto u colonnellu che si era sottratto alla cattura nell'operazione Crimine del 2010.
L'11 gennaio 2012 si conclude l'operazione Bellu Lavuru 2, proseguimento dell'operazione Bellu Lavuru del 2008, che porta all'arresto, nel comune di Bova di 21 persone, presunte affiliate ai Morabito-Bruzzaniti-Palamara accusati di associazione mafiosa, danneggiamento, truffa e altri reati. Gli arrestati si erano infiltrati nell'appalto sulla variante della Strada Statale 106 nel comune di Palizzi.
Il 25 aprile 2012 viene arrestato Rocco Trimboli dei Marando-Trimboli di Platì per scontare 11 anni di carcere per traffico internazionale di droga scaturite dall'operazione Riace e Minotauro.
Il 9 maggio 2012 viene arrestato Giuseppe Gallizzi latitante da giugno 2011 ricercato per associazione mafiosa nell'operazione Circolo Formato contro i Mazzaferro di Gioiosa Jonica.
Il 18 maggio 2012 viene arrestato Paolo Nirta dei Nirta-Strangio, ricercato nell'operazione Fehida e condannato ad 8 anni di carcere.
Il 21 maggio 2012 si conclude l'operazione Falsa Politica che porta all'arresto di 15 presunti affiliati dei Commisso di Siderno per associazione mafiosa, detenzione illegale di armi ed ingerenza nella vita politica del comune. Questa operazione nasce dalle precedenti operazioni Crimine, Recupero, Bene comune, Locri è unita che nel complesso definisco tutte le attività della cosca Commisso.
In questo sempre nella vicina Locri, invece sempre che si sia calmata la quarantennale faida tra i Cataldo e i Cordì. 
A Roghudi e Roccaforte del Greco dominano i Pangallo-Maesano-Favasuli con gli Zavettieri.
Il 18 ottobre 2012 si conclude l'operazione Revolution che porta all'arresto 29 persone affiliate alle cosche di Bovalino, Africo e San Luca accusate di associazione mafiosa e traffico internazionale di cocaina e altri reati tra cui l'introduzione di un titolo di stato statunitense falso del valore di 500.000.000 di dollari. Da questa operazioni, oltre ad essere evidenziati i legami con narcotrafficanti sudamericano si registrano contatti con esponenti della Sacra Corona Unita sin dal 2010.
Le basi logistiche europee per il traffico internazionale erano: Anversa in Belgio, Amsterdam nei Paesi Bassi, Duisburg, Oberhausen e Düsseldorf in Germania.

### 2013 - Il locale di Gallicianò e lo scioglimento di 5 comuni
In questo semestre, a seguito dell'operazione Metropolis vengono tratte in arresto 20 persone presunte affiliati ai Morabito di Africo e agli Aquino di Marina di Gioiosa Jonica, responsabili di numerosi reati tra cui anche di tipo finanziario nei paesi di Irlanda, Regno Unito e Spagna, avendo messo in moto un cartello finanziario per investimenti turistici lungo la costa jonica.
Con l'operazione Dogville viene colpita la 'ndrina dei Belcastro-Romeo di Sant'Ilario dello Ionio per estorsione, riciclaggio e usura.
Invece con l'operazione Eldorado viene scoperto il locale di Gallicianò, insistente sull'omonima frazione di Condofuri che porta all'arresto di 22 persone, alcune coinvolte in attività di riciclaggio nell'area di Viterbo.
Con l'operazione Ada, in queste semestre, vengono colpiti gli Iamonte di Melito Porto Salvo, che evidenza anche la collaborazione con i Paviglianiti di San Lorenzo e Bagaladi.
Il 13 gennaio 2013 viene arrestato a Corigliano Calabro Antonio Caia del locale di Seminara, nella lista dei latitanti più ricercati del ministero dell'interno, ricercato durante l'operazione Artemisia. 
Il 12 aprile 2013, con l'operazione Dioniso viene arrestato ad Africo Nuovo Santo Morabito.
Il 24 aprile 2013 viene arrestato in Colombia il narcotrafficante Domenico Trimboli mentre 5 giorni dopo nell'operazione Decollo viene arrestato , sempre nel paese sudamericano,  Giuseppe Santo Scipione condannato a 15 anni di carcere per traffico di droga.
Si conclude, infine il processo scaturito dall'operazione Shark che condanna il 27 giugno 2013 18 affiliati ai Cordì di Locri.
In questo periodo vengono sciolti i comuni di Ardore, Casignana, Melito Porto Salvo, San Luca e Siderno.
Il secondo semestre 2013 è stato caratterizzato da numerosi arresti di elementi provenienti dal mandamento Jonico, ma di caratura internazionale econ un ruolo apicale in seno al mandamento Jonico e all'intera consorteria calabrese come: Carmelo Bruzzise, capolocale di Grotteria, arrestato il 4 settembre 2013 a Toronto in Canada e coinvolto nelle indagini che hanno portato all'operazione Crimine nel 2010. Aveva il compito di raccordare le strutture canadesi con le strutture del Nord Italia; Francesco Nirta viene arrestasto nei Paesi Bassi a Nieuwegein, ricercato dal 2007 nell'ambito dell'operazione Fehida condannato all'ergastolo per un omicidio avvenuto a Casignana nel 2007; Il 10 ottobre 2013 viene arrestato a Tolosa in Francia, Gioacchino Ascone, ricercato nell'operazione All Inside 3; Giovanni Franco invece viene arrestato l'8 novembre 2013 ad Antibes in Francia, latitante dal 2012 sconterà una condanna di 12 anni di carcere per traffico internazionale di droga. Una settimana dopo viene arrestato in Ecuador Valentino Alampi condannato a 4 anni e 6 mesi di carcere per associazione mafiosa ed infine l'8 dicembre 2013 Emilio Adrianò viene arrestato a Roccella Jonica per traffico internazionale di droga.
Il 20 novembre 2013 vengono arrestati 12 presunti affiliati agli Iamonte di Melito Porto Salvo. 
Per questo semestre viene commissionata dal prefetto un'indagine nel comune di Africo e Campo Calabro per possibili condizionamenti dell'attività municipale.

### 2014 - Arresto di 3 trafficanti e il processo "Faida dei Boschi"
Per il primo semestre del 2014 la DIA segnala l'arresto del presunto affiliato ai Mazzaferro, Nicola Pignatelli, avvenuto il 27 aprile 2014 a Santo Domingo nella Repubblica Dominicana, accusato di associazione mafiosa e latitante dal 2011 dopo l'operazione "Circolo Formato".
Il 5 giugno 2014 viene arrestato in Perù Pasquale Bifulco a conclusione dell'operazione "Buongustaio", ricercato per traffico internazionale di droga. Ed infine l'arresto di Domenico Trimboli a Medellín in Colombia, ricercato per scontare una condanna definitiva a 12 anni di carcere per traffico di droga.
Vengono condannati 8 imputati per l'omicidio a Riace il 27 settembre 2009 del presunto capo dei "Viperari" di Serra San Bruno dopo l'operazione "Confine" conclusasi nel 2012. Questa sentenza riconosce anche il sodalizio criminale esistente nella Vallata dello Stilaro dei Ruga-Metastasio-Leuzzi e dei loro legami con i Gallace di Guardavalle ed infine della cosca dei Vallelonga a Caulonia.

### 2015 - Operazione Acero-Krupy
La situazione rimane inalterata rispetto agli anni precedenti.
A maggio 2015 il prefetto di Reggio Calabria, disponde l'abbattimento in particolare bovini trovati nel caso in cui vi sia un pericolo concreto per la popolazione o siano d'intralcio per la strada e col fine di cancellare il fenomeno delle Vacche sacre.
Per il secondo semestre 2015 si evidenzia la proiezione internazionale dei traffici di droga, in particolare dalla Colombia e verso i paesi del Nord Europa e del Canada come si è evinto dalle operazioni conclusesi a settembre Acero Connection e Krupy.
La prima operazione ha visto coinvolti i Commisso di Siderno operanti tra la Calabria e i Paesi Bassi e gli Aquino-Coluccio in Canada.
I Commisso avevano aperto un canale di vendita con i Dominante-Carbonaro del ragusano mentre i Coluccio con i Tagliavia-Lo Nigro di Palermo.
La seconda operazione si è concentrata sul traffico di droga con i Paesi Bassi della 'ndrina Crupi, vicina ai Commisso, attiva nel settore florovivaistico.

### 2016 - Le operazioni Confine, Due mari e Saggezza
Nel 2016 rimangono egemoni i locali di Platì, San Luca, Africo, Siderno e Marina di Gioiosa Jonica.
I Pelle-Vottari di San Luca hanno stretto relazioni con i Tamarisco di Torre Annunziata (NA), con lo scopo di vendere cocaina nell'area di Napoli.
In questo periodo con l'operazione Confine e Confine 2 i carabinieri eseguono verso 14 persone presunte affiliate ai Ruga di Monasterace un'ordinanza di custodia cautelare.
La 'ndrina dei Monteleone di Platì grazie all'operazione Due Mari della Guardia di Finanza finisce sotto indagini e 15 persone vengono accusate di aver trasportato 240Kg di cocaina dalla Colombia e dalla Costa Rica. In parallelo in Colombia vengono arrestate 22 persone presunte appartenenti al cartello fornitore della droga. Il trasporto era invece affidato alla banda colombiana Los Urabenos (BACRIM), passava dall'America centrale: Panama, Costa Rica, Repubblica Dominicana e finiva poi in Europa e negli Stati Uniti.
A marzo viene arrestato un latitante della famiglia Vottari di San Luca proveniente dall'Australia e ad aprile un latitante dei Morabito di Africo.
L'operazione Ape Green Drug si abbatte invece sulle cosche di Siderno, con le accuse di traffico di droga nei confronti di 14 persone, tra cui i Commisso e De Masi di Gioiosa Jonica.
Per l'occasione era stata stretta anche una relazione con i Pesce di Rosarno ed operavano in Belgio, Costa d'Avorio e Venezuela.
A marzo si conclude l'operazione Typograph-Acero bis dei Carabinieri e della Guardia di Finanza che arresta 34 persone e ricostruisce l'organigramma del Locale di Gioiosa Jonica degli Ursino, Macrì e Jerinò che aveva propaggini anche in Piemonte e negli Stati Uniti. Sequestrati beni del valore di 15 milioni di euro nonché un giro d'usura ai danni di 50 soggetti.
Con l'operazione Saggezza e Ceralacca 2 un elemento della cosca Romano, della zona di Ardore, operante nell'edilizia favoriva la cosca in Calabria, in Nord Italia ed in Romania.

### 2017 - Scioglimento di Gioiosa Jonica e operazione Mandamento Jonico
Il 4 luglio 2017 si conclude l'operazione mandamento Jonico che porta all'arresto di 116 presunti affiliati a 26 'ndrine dell'area ionica e i Ficara- Latella e i Serraino della città di Reggio Calabria delineando tutti i loro organigrammi: le indagini hanno permesso anche di descrivere i ruoli e il funzionamento di un tribunale di 'ndrangheta. Gli arrestati sono accusati di estorsione, danneggiamenti e infiltrazione in appalti pubblici.
Il 7 novembre 2017 si conclude l'operazione Cumps-Banco nuovo nei confronti dei Morabito-Palamara con ordinanze di misura cautelare per 50 persone, di cui 32 in carcere, accusate a vario titolo di associazione mafiosa, concorrenza illecita, estorsione, falso ideologico violenza e minacce a pubblico ufficiale. Tra i colpiti i più giovani delle cosche che dimostravano il loro potere nel mondo reale tra Africo Nuovo, Brancaleone e Bruzzano Zeffirio e nei social network. Nel comune di Brancaleone sono entrati anche durante una riunione della giunta comunale per ottenere alcuni appalti pubblici.
Il 22 novembre 2017 viene sciolto il comune di Marina di Gioiosa Jonica

### 2018 - Lo scioglimento di Platì e altre operazioni
A marzo 2018 si conclude il processo Gotha condannando a 20 anni di carcere Giorgio De Stefano, ex consigliere comunale DC come al vertice della 'ndrangheta reggina ed in cui viene spiegato che a capo dei tre mandamenti vi sono ancora oggi i Piromalli per la zona tirrenica, i De Stefano-Tegano per Reggio città, i Nirta Scalzone (la Maggiore) per la Jonica, assetto definito ormai dagli anni '70 del secolo scorso.
Il 27 aprile 2018 il ministro dell'interno Marco Minniti scioglie per la terza volta il comune di Platì, che era già commissariato dal marzo 2018 in quanto erano rimasti solo 3 consiglieri a sostenere il sindaco Rosario Sergi e la minoranza si era dimessa subito dopo le elezioni del 2016.
Il 5 giugno 2018 la DIA di Torino confisca beni del valore di oltre 1 milione di euro a Francesco Ietto, della 'ndrina dei Testa Grossa e organico al locale di Natile di Careri. Anche agli arresti domiciliari continuava a riciclare denaro, reato per cui fu già arrestato nel 2015 con l'operazione Panamera.
Il 27 giugno 2018 si conclude l'operazione Arma Cunctis della Direzione distrettuale antimafia che ha portato all'arresto di 38 persone presunte affiliate ai Cataldo e ai Commisso accusate a vario titolo di traffico di armi passante da Malta, dalla Sicilia e dalla Francia. Il sodalizio riforniva le altre 'ndrine della Locride.
Il 12 luglio 2018 si conclude l'operazione Via col vento che porta all'arresto di 13 persone presunte sodali delle 'ndrine Paviglianiti, Mancuso, Anello e Trapasso che volevano infiltrarsi negli appalti di costruzione dei parchi eolici delle province di Reggio Calabria, Crotone, Vibo Valentia e Catanzaro e accusate a vario titolo di associazione mafiosa, estorsione e illecita concorrenza.

### 2019 - Lo scioglimento di Palizzi e Stilo
Il primo maggio 2019 viene sciolto il comune di Palizzi per infiltrazioni mafiosi ed insediato un commissario prefettizio per i prossimi 18 mesi.
L'8 maggio 2019 poi viene sciolto il comune di Stilo, in cui dal 1º agosto del 2018 la commissione Antimafia si era insediata.